# 久米田池
久米田池（くめだいけ）は、久米田寺の南東にある大阪府最大の水面積を有する池。大阪府岸和田市にあり、池尻町・岡山町にまたがっている。
久米田池の外周は、三方を自然地形の台地に囲まれていて、残りの一方（久米田公園～久米田寺山門側）に堤防を構築して、作られた灌漑ため池である。久米田池の中央部には、旧春木川の川床が見られ、この川をせき止めることにより、ため池として構築された。
「久米田」の名称には「八木」から「粂」に転じたとする説と、この池を指す「籠田（込田）」（田に籠めるもの ＝ 水）から転じたとする説がある。

## 歴史
八木郷および付近一帯は水に乏しかったため、聖武天皇がこの池の開削を行基に命じ、神亀2年（725年）から天平10年（738年）まで14年におよぶ工事を経て竣工した。また、聖武天皇は当寺院に対してため池の維持管理を命じ、院号を「隆池院」にしたと言われている。久米田寺の管理で正応2年（1289年）、正平16年（1361年）堤の修理が行われた。
戦国期になり、久米田寺の管理をはなれ、灌漑地域12か村（池尻、中井、箕土路、荒木、大町、春木、加守、吉井、小松里、田治米、下池田、西大路）で久米田池郷が結成された。久米田池郷は昭和32年（1957年）改組され、土地改良法に基づく久米田池土地改良区が発足した  。
2010年（平成22年）3月25日に農林水産省のため池百選に選定され、2015年（平成27年）には国際かんがい排水委員会によるかんがい施設遺産にも登録された。

## 自然
久米田池には年間100種類以上の野鳥が訪れる。久米田池は野鳥の「国際空港」といわれ、カモ類は10月後半の数日の間に中国大陸から数千羽飛来する。また、遠くはカムチャッカ半島からシギ・チドリ類が久米田池に飛来し、その後南半球のオーストラリアへ飛び立っていく。
特筆すべきは特別天然記念物であるナベヅルの2005年11月から2ヶ月間にわたる滞在や、2011年1月にコウノトリの飛来などがあった。コウノトリはこれ以後2012年10月1日にも飛来した。
また、絶滅危惧種のカワチブナの養殖も行われている。

## 水利

### 配水施設
「久米田池配水系統図」によると、久米田池の水は、牛滝川の水を得るために取水口をつくり、栄川を通って久米田池に溜まるようになっている。いつ頃からかは不明であるが、かつては、春木川から取水していたと思われる（現在は使用されていない）。
また、久米田池には、配水するための施設として一番樋から三番樋および裏樋が設置されている。主に農業用の配水として使用するのは、一番樋、二番樋、三番樋とされている。

### 排水施設(余水吐)
「久米田池配水系統図」によると、一定の水位を超えると池の外に排水する仕組み(余水吐)があり、この水は、隣接する池（刈又池）へ流れるようになっている。

## ギャラリー

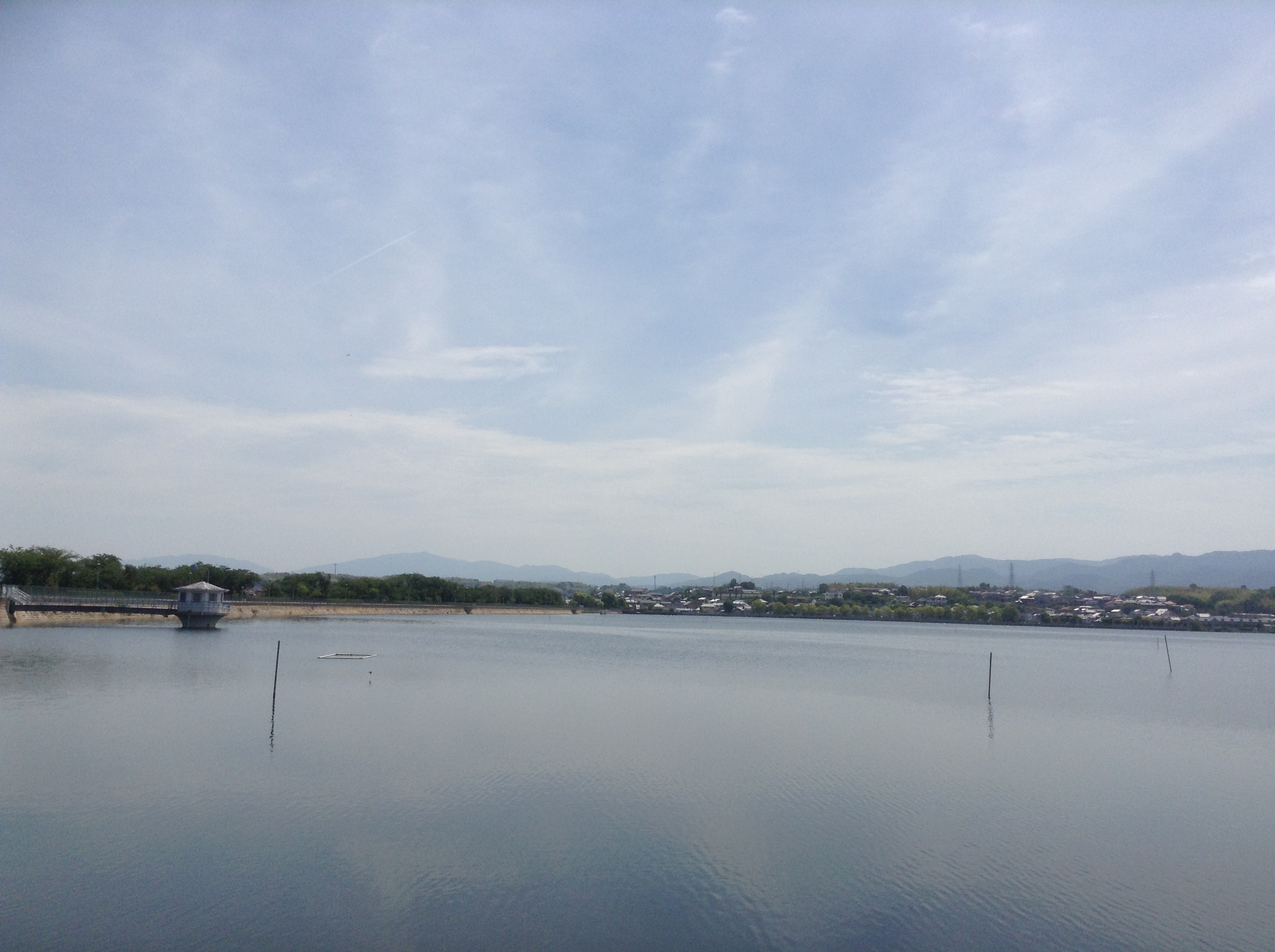
北堤から東側にみる
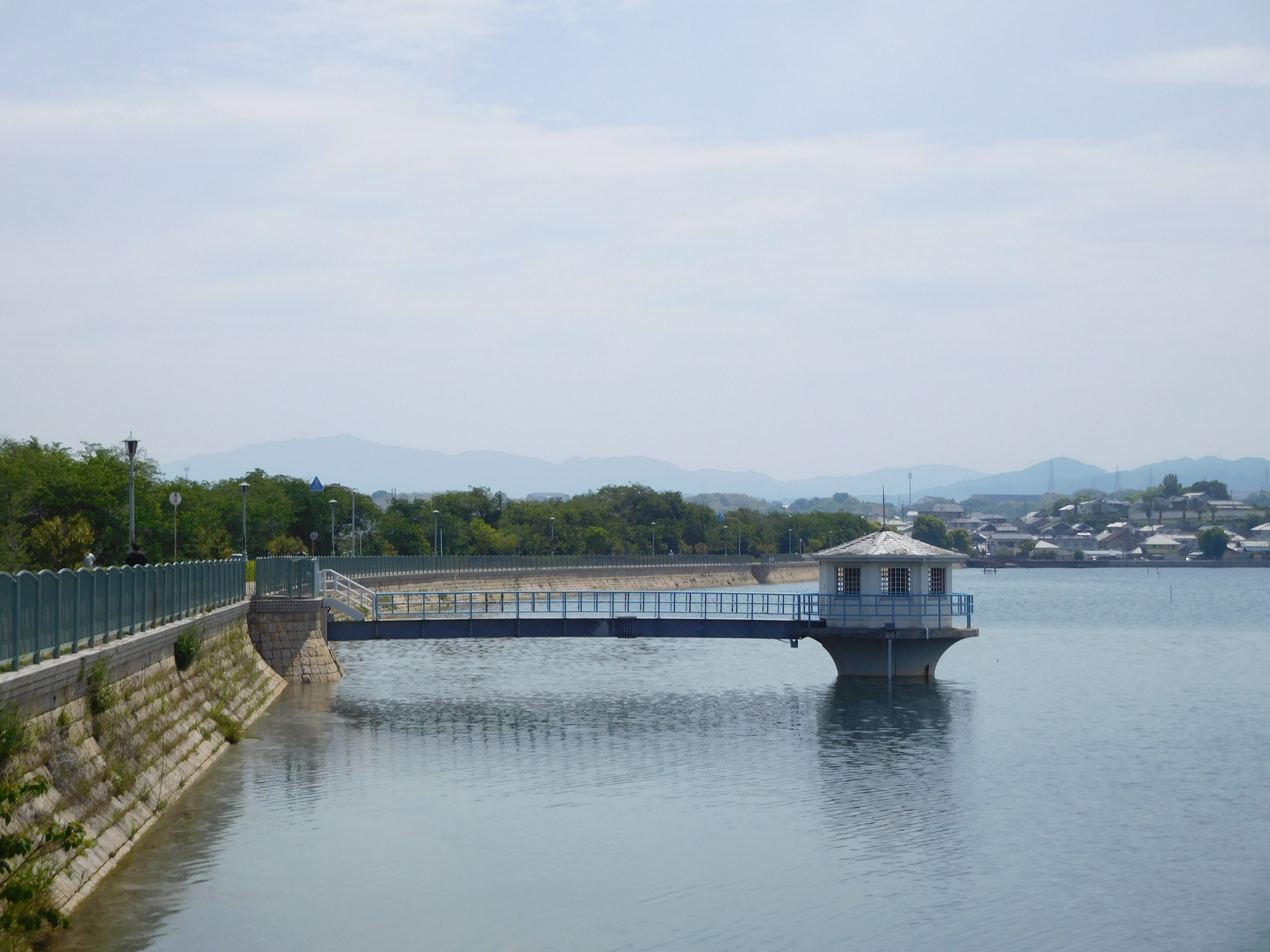
第二取水口
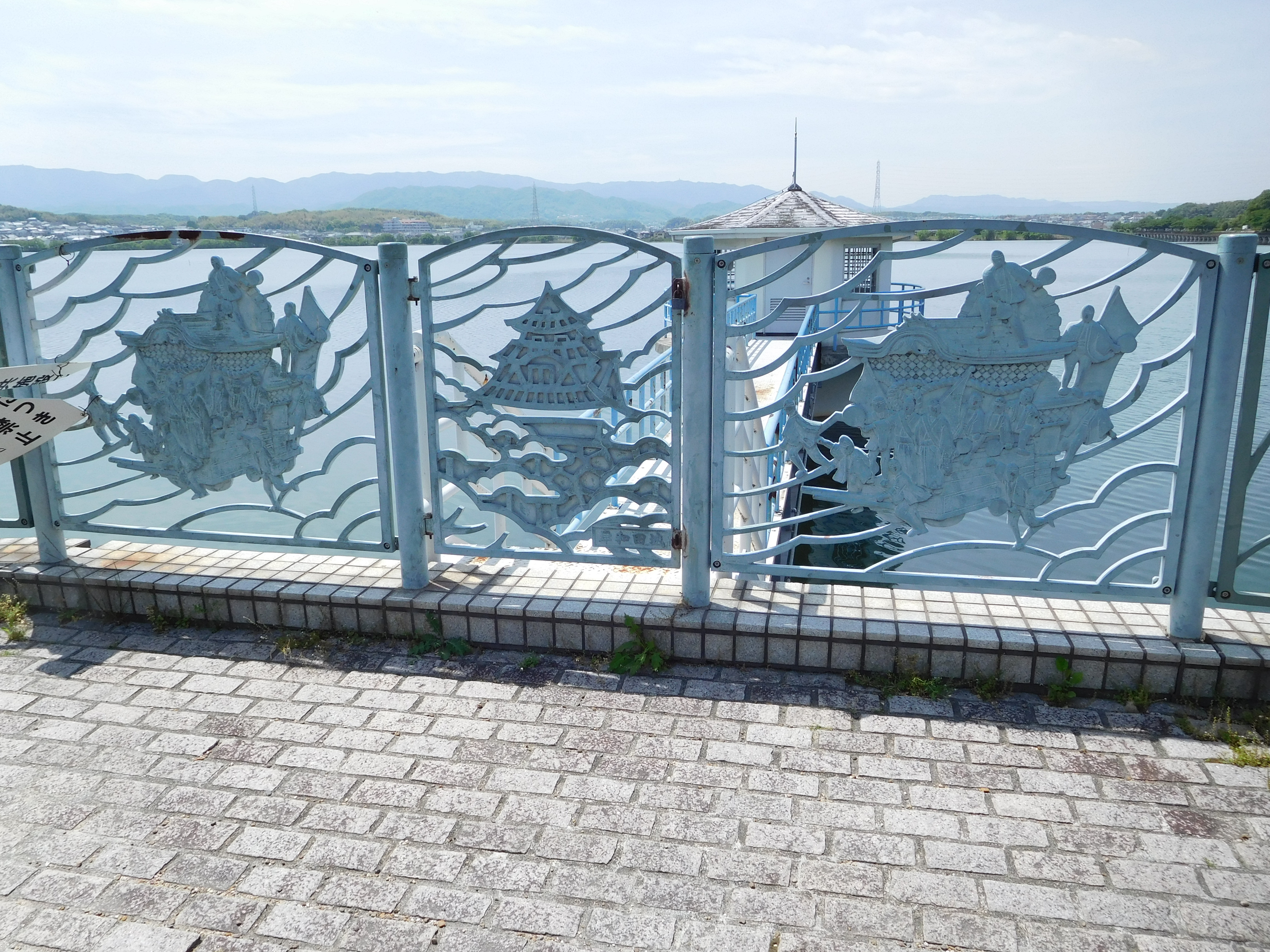
第二取水口前のフェンスに設置されているだんじりのレリーフ
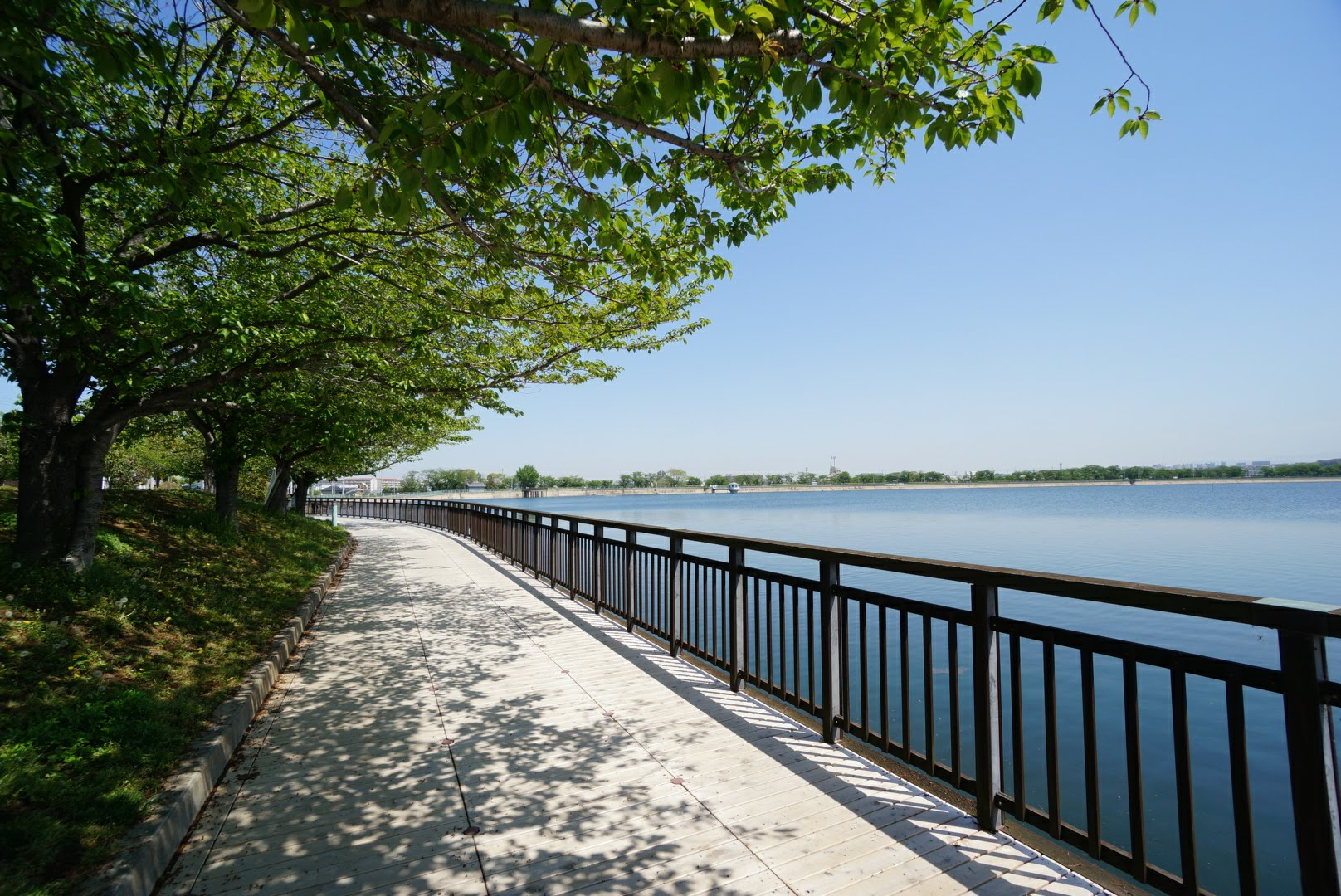
遊歩道
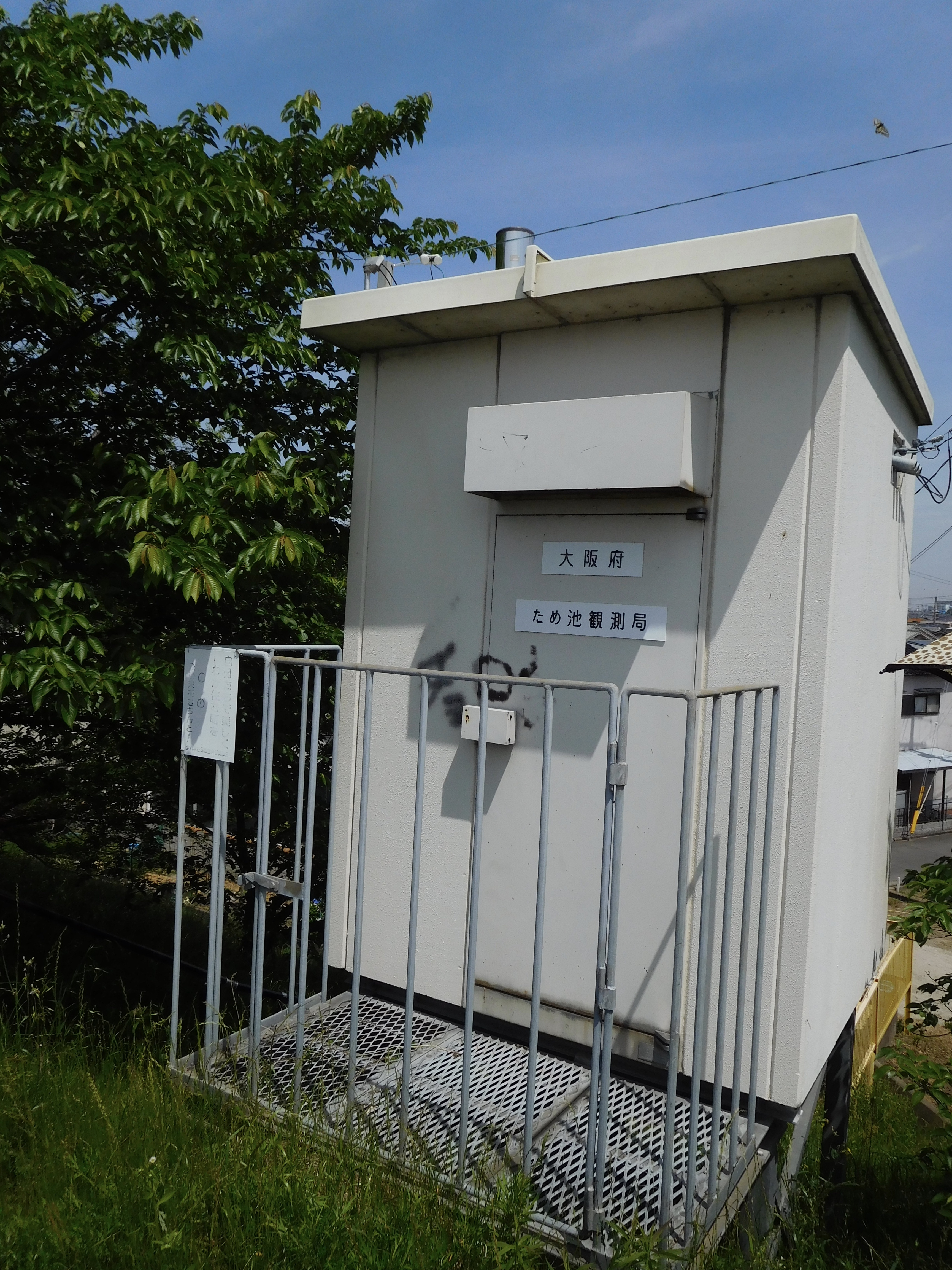
テレメーターボックス

## 交通
- JR西日本阪和線久米田駅から南東へ徒歩約1km
- 南海本線岸和田駅より南海ウイングバス「池尻」下車、南西へ徒歩約300m